# Stade Linité
Het Stade Linité (officiële naam) is a multifunctioneel stadion in Victoria, Seychellen. Het stadion wordt meestal gebruikt voor voetbalwedstrijden. Het is gebouwd in 1992 en er kunnen 10.000 toeschouwers in. Het nationale elftal van de Seychellen speelt de internationale wedstrijden meestal hier. In februari 2009 werd in dit stadion een kunstgrasveld aangelegd.